# 牧野剛
牧野剛（牧野 剛，1945年9月24日—2016年5月20日）是一位日本作家、評論家與社會運動者，曾擔任教師，出生於日本岐阜縣惠那市，畢業於名古屋大學文學部國史科。牧野剛曾經參選日本參議院議員、名古屋市市長與愛知縣知事（縣長），但結果皆為落選。